# 크리스티나 마리 모세
크리스티나 마리 모세(Christina Moses, 1978년 1월 24일 ~ )는 미국의 영화배우, 텔레비전 배우이다.
로스앤젤레스에서 태어났다.

## 방송
- 어 밀리언 리틀 씽즈 시즌2
- 컨테인먼트

## 영화
- 컨테인먼트 (2016년)
- 스타쉽 라이징 (2014년)
- 오드 브로드스키 (2013년) - 키티 역